# شرح اسماء العقار
شرح اسماء العقار (به فارسی: شرح نام گیاهان دارویی) کتابی از ابوعمران موسی‌بن میمون قرطبی در حوزهٔ طب سنتی است. این کتاب که در حقیقت لغتنامه‌ای است در حوزهٔ گیاهان دارویی، در مجموع، ۴۰۵ مادهٔ دارویی را شامل می‌شود. شرح اسماء العقار اصالتاً به زبان عربی است و در سال ۱۳۹۲ توسط احسان مقدس ترجمه شد و انتشارات نیلوبرگ آن را با عنوان «شرح نام گیاهان دارویی» منتشر کرد.
مؤلف در مقدمهٔ کتاب انگیزهٔ خود را از نگارش این اثر شرح اسامی ادویهٔ معروف مستعمل در صنعت طب دانسته است. قصد نویسنده نگارش کتابی در زمینهٔ داروشناسی نبوده است، از این رو هر دارویی را ذکر نمی‌کند. علاوه بر این از پرداختن به داروهایی که نیاز به معرفی ندارند، (مثل زیتون) یا آنچه منافع چندانی ندارند، پرهیز می‌کند.

## ساختار کتاب
دواهایی که مؤلف در این کتاب ذکر نموده، بر اساس حروف الفباء مرتب شده‌اند. البته ترتیب چینش ابواب بر اساس ترتیب معمول حروف الفبا نیست، از این رو بعد از حرف باء، حرف جیم و پس از حرف دال حرف هاء یا قرار گرفته است. این کتاب با بیان مفرداتی که حرف اول آن‌ها غین است، پایان می‌پذیرد.
نویسنده در نگارش این اثر و توصیف مفردات دارویی از کتاب ابن جلجل و ابی ولید بن جناح، کتاب فافقی که نگاشته یکی از علمای اندلس است و نیز آنچه را ابن وافد و ابن سمجون ذکر می‌کنند، استفاده می‌کند. همچنین مؤلف به آنچه در مغرب مشهور است، اعتنای تام دارد و هنگام اختلاف در مصادر بر مبنای همین شهرت، یکی از اقوال را ترجیح می‌دهد.

## وضعیت کتاب
این کتاب به همت دکتر ماکس مایرهوف و بر اساس نسخهٔ خطی‌ای که در کتابخانهٔ استانبول بوده، تصحیح و در سال ۱۹۴۰ میلادی منتشر شده است. مصحح علاوه بر تصحیح این اثر، به تذییل، فهرست‌نویسی و ترجمهٔ کتاب به زبان فرانسه مبادرت ورزیده است.